# Wrexham Maelor (1974–1996)
Wrexham Maelor var ett distrikt i grevskapet Clwyd, i Wales. Detta distrikt hade 117 200 invånare år 1992. Distriktet upprättades den 1 april 1974 genom att borough Wrexham, landsdistriktet Maelor slogs ihop med del av landsdistrikten Wrexham och Hawarden. Det avskaffades 1 april 1996 och blev en del av Wrexham.